# Johannes Schmidt (lingvist)
Johannes Friedrich Heinrich Schmidt, född 29 juli 1843 i Prenzlau, död 4 juli 1901 i Berlin, var en tysk språkforskare.
Schmidt blev docent i jämförande språkvetenskap i Bonn 1868 och professor i samma ämne i Graz 1873 och i Berlin 1876. Schmidt, på vilken August Schleicher utövade stort inflytande, var en av sin samtids främsta forskare. Han blev epokgörande i fråga om uppfattningen av de indoeuropeiska språkens släktskapsförhållanden genom den lilla skriften Die Verwandtschaftsverhältnisse der indogermanischen Sprachen (1872). Från 1877 var han medlem av redaktionen, från 1881 en av huvudredaktörerna av "Zeitschrift für vergleichende Sprachforschung", där han publicerade en rad viktiga avhandlingar, bland annat Zwei arische a-Laute und die Palatalen (band 25). 
Bland hans övriga arbeten kan nämnas Zur Geschichte des indogermanischen Vocalismus (två band, 1871-75), Die Pluralbildungen der indogermanischen Neutra (1889), Kritik der Sonantentheorie (1895), Die Urheimat der Indogermanen und das europäische Zahlensystem (i "Abhandlungen der Berliner Akademie der Wissenschaften", 1890), Die elischen Verba auf -ειω und der urgriechische Declinationsablaut der nomina auf -εύς (i "Sitzungsberichte der königlich preußischen Akademie der Wissenschaften", 1899).